# Daan Hoole
Daan Hoole (født 22. februar 1999 i Zuidland) er en cykelrytter fra Holland, der er på kontrakt hos Lidl-Trek.